# Teleosaurus
Genre
Espèces de rang inférieur
- † Teleosaurus cadomensis J. V. Lamouroux[1], 1820, espèce type
- † Teleosaurus asthenodeirus Owen, 1842
- † Teleosaurus geoffroyi Deslongchamps, 1868
- † Teleosaurus megarhinus Hulke, 1871

Teleosaurus est un genre éteint de crocodyliformes téléosauroïdes carnivores de la famille des téléosauridés à laquelle il a donné son nom.
Ce crocodile primitif était muni d'une mâchoire allongée, armée d'une multitude de dents pointues. La longueur de l'animal était d'environ 3 mètres. Il a vécu en Europe et en Chine au Jurassique et au Crétacé inférieur.

## Description

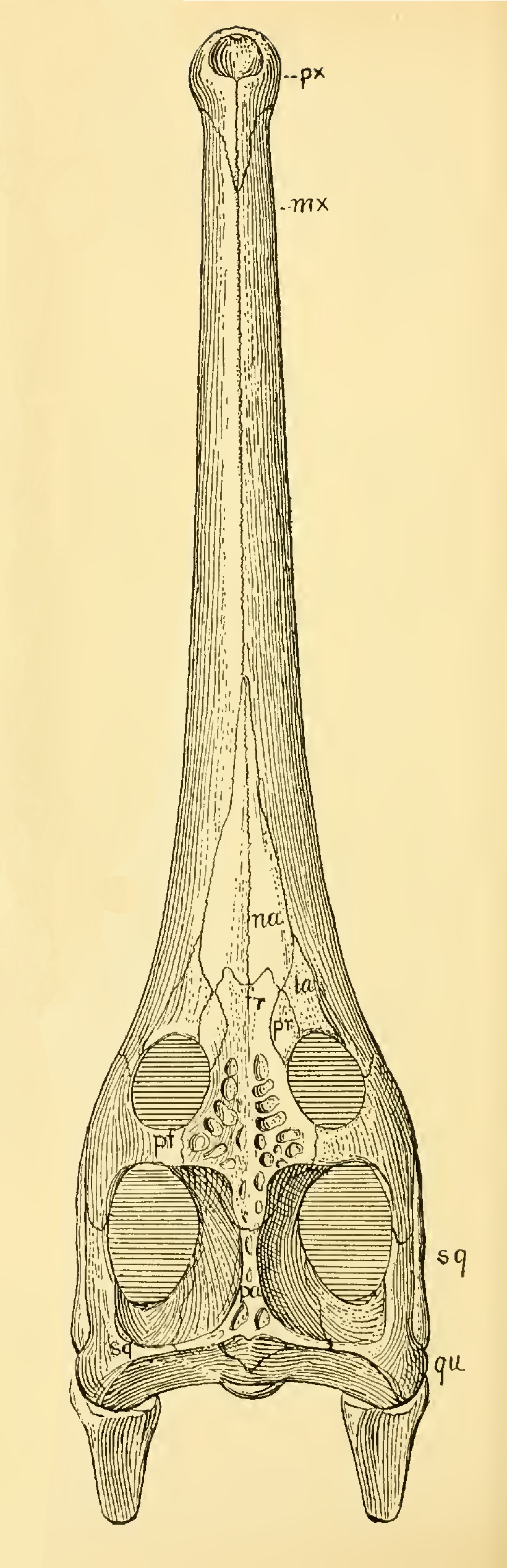
Dessin du crâne de Teleosaurus parue dans The Osteology of the Reptiles
de Samuel Wendell Williston en 1925.

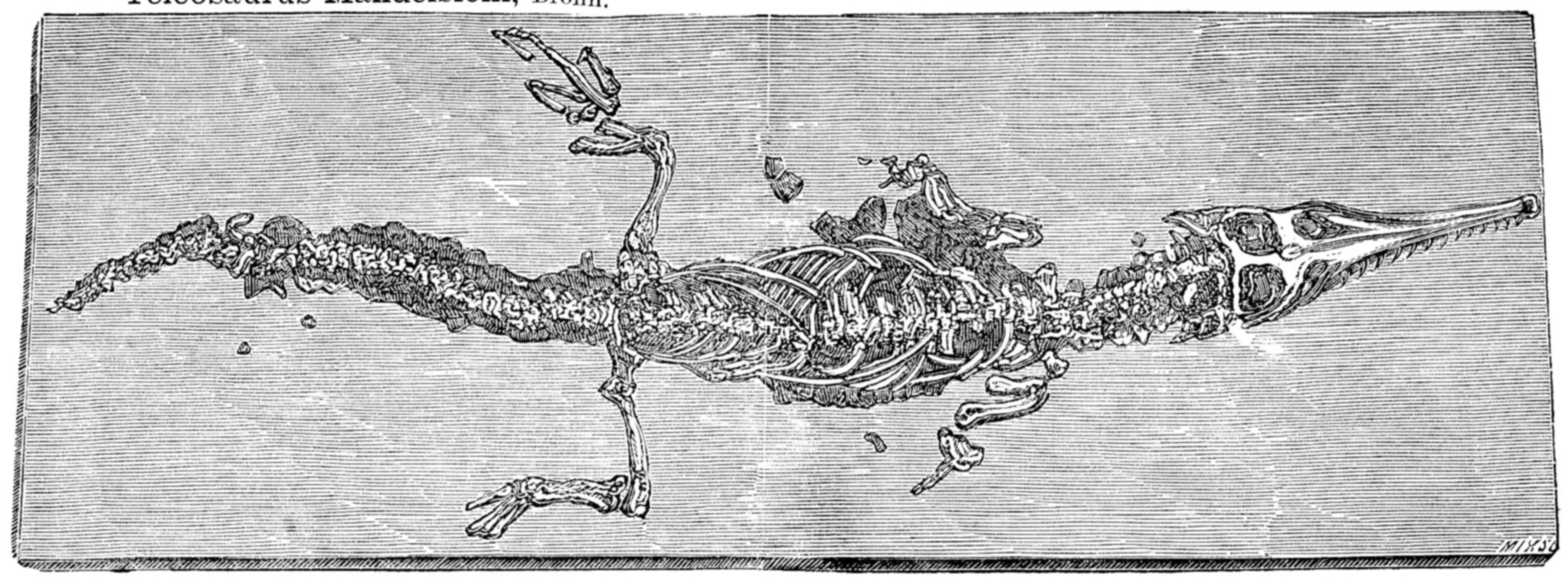
Dessin ancien du squelette de Teleosaurus mandelsohi.

Teleosaurus avait des mâchoires très allongées, semblables à celles d'un gavial moderne. Son corps était long et mince, avec une queue souple adaptée à la propulsion dans l'eau. Ses membres antérieurs étaient remarquablement courts favorisant  le carénage de l'animal.
Contrairement aux crocodiliens modernes, il vivait en pleine mer. Il se nourrissait probablement de poissons et de calmars qu'il attrapait avec les dents acérées de ses mâchoires.

## Classification
L'analyse phylogénétique conduite par Attila Ősi et ses collègues lors de la description du genre Magyarosaurus en 2018 , place Teleosaurus cadomensis comme l'un des Teleosauroidea les plus basaux.